# HMS Rawalpindi
EL HMS Rawalpindi fue un transatlántico mixto de la P & O Steam Navegation Co.
Al inicio de la II Guerra Mundial fue requisado en agosto de 1939 por la Real Marina Británica y convertido en crucero mercante armado. Constituía la clase R junto al HMS Rajputana, el HMS Ranchi y el HMS Ranpura. El HMS Rawalpindi fue hundido en noviembre de 1939 por los acorazados alemanes Scharnhorst y Gneisenau en los inicios de la Segunda Guerra Mundial frente a Islandia.

## Historia
El SS Rawalpindi fue construido en paralelo con su gemelo el SS Rajputana. Además pertenecían a la misma Clase R el SS Ranpura y el SS Ranchi. Los cuatro buques fueron construidos para la Peninsular & Oriental Steam Navegation Company en los astilleros Harland and Wolff en Greenock. Estos transatlánticos mixtos se usaron para cubrir la línea Bombay-Liverpool desde 1925 hasta 1939.
El SS Rawalpindi fue requisado en agosto y asignado en septiembre de 1939. Se le instalaron 8 cañones de 150 mm y 6 ametralladoras Vickers de 7,62 mm siguiendo la política del mercante armado propiciada por Winston Churchill, entonces Primer Lord del Almirantazgo y ministro. 
Estando al mando del capitán Edward Coverley Kennedy, padre del famoso periodista Ludovic Kennedy, fue asignado a labores de patrulla como parte de la  Patrulla del Norte alrededor de Islandia y el Estrecho de Dinamarca. El 19 de octubre de 1939 interceptó y hundió al buque tanque aprovisionador alemán Gonnzenheim proveniente de Argentina, tomando a bordo a su tripulación. Además había interceptado un carguero sueco que fue tomado con una Dotación de presa y puesto en destino en el Reino Unido.
El 23 de noviembre de 1939, pasado el mediodía y con un tiempo tormentoso, estando en un punto más cercano a Islandia, justo al norte de las islas Feroe, el HMS Rawalpindi tuvo un contacto visual que se apresuró a investigar. El capitán Coverley pensó que se trataba del Deutschland e inmediatamente se tocó Zafarrancho de combate. La idea del capitán era solo lograr la identificación positiva, y no atacar al buque alemán, radiar el mensaje y poner proa a puerto lo antes posible. De todos modos fue radiado un mensaje al mando británico desatando las alarmas en el Almirantazgo británico. El Rawalpindi se puso a cubierto en un iceberg mientras investigaba el contacto. 
Tuvo la mala fortuna de ser señalado por los cruceros acorazados Scharhorst y Gneisenau que iniciaban su primera salida destinada precisamente a hundir buques patrulla en esas aguas para facilitar la salida al Atlántico. En un primer instante, por el lado alemán, el Rawalpindi había sido identificado como buque pesquero perteneciente a Islandia. El Gneisenau al mando de Otto Ciliax empezó a cerrar la vía de escape al Rawalpindi por el lado de estribor, seguido bastante detrás por el Scharnhorst.  Extrañamente Coverley pensó que el último navío en aparecer en el horizonte era un buque amigo.
Alrededor de las 15:30 horas, el almirante alemán Kurt Caesar Hoffmann a bordo del Scharnhorst conminó mediante señales de -¿qué buque?- y -"Ponerse al pairo"- al Rawalpindi en dos oportunidades y a no usar el radio, haciendo un disparo de advertencia que cayó cerca de la proa del Rawalpindi. Todas las advertencias fueron ignoradas por el navío británico.
El capitán Edward Coverley Kennedy, de 60 años, decidió aceptar la lucha diciendo: "Lucharemos con ambos buques", sellando el destino del Rawalpindi a pesar de que no tenía la más mínima esperanza frente a tan formidables adversarios.
El Scharnhorst emitió dos señales luminosas de "abandone el buque", que también fueron ignoradas. Hoffman pensaba ya radiar una cuarta señal cuando, estando a 14.000 m, una salva de los cañones de 150 mm del Rawalpindi cayeron a su alrededor cortos. Hoffman tuvo la impresión de que se batía con un enemigo sin cabales. Aún tuvo Coverley Kennedy una segunda oportunidad de cañonear al Scharnhorst, quedando corto.
A las 15:45 el Scharnhorst dispara una salva de 280 mm sobre el buque inglés, alcanzándolo justo bajo el puente de mando, matando a casi todos y destruyendo en el acto la caseta de radio. Coverley sobrevivió milagrosamente.
La segunda salva destruye la caseta directora de tiro y un emplazamiento de 150 mm de estribor. Coverley ordena disparo a independencia a la artillería sobreviviente. Una tercera salva destruye las dinamos de la sala de máquinas. El Rawalpindi pierde velocidad y los incendios arrecian sembrando la destrucción por todas partes. Coverley intenta junto con alguno de sus hombres echar a andar una bomba de humo para generar una cortina en la popa del Rawalpindi. Una salva destruye el aparato de gobierno del buque británico. Los alemanes suspenden el fuego teniendo un alcance seguro de 8000 m.
Coverley ordena abandonar el buque. Un bote salvavidas con 40 personas es bajado, pero vuelca sobre el agua helada. Desde el Scharnhorst se lanzan botes para ayudar al rescate de los sobrevivientes mientras el Gneisenau patrulla alrededor. Justo cuando eran puestos en el agua los botes alemanes, el HMS Rawalpindi explotó partiéndose en dos. Murieron todos los que quedaban a bordo, incluido su capitán. Los botes del Scharnhorst solo pudieron rescatar a 38 sobrevivientes. Un buque armado británico que se acercaba al lugar, el HMS Chitral que fue respetado por los alemanes, pudo rescatar a otros 11 sobrevivientes. En total murieron 238 británicos en tal desigual combate de tan solo 40 minutos de duración.
Los alemanes abortaron la misión debido a daños provocados por la mar gruesa, lograron burlar la búsqueda por parte de buques pesados británicos y retornaron a Alemania el 27 de noviembre de ese año.